# جیم نوبلیک
جیم نوبلیک (انگلیسی: Jim Knobeloch؛ زادهٔ ۱۸ مارس ۱۹۵۰ ‏(۷۵ سال)) یک هنرپیشه اهل ایالات متحده آمریکا است.
از فیلم‌ها یا برنامه‌های تلویزیونی که وی در آن نقش داشته‌است می‌توان به پزشک دهکده در نقش جیک، آسمان آهنی اشاره کرد.